# Lello Esposito
(Massimo Troisi)
Raffaele Esposito, meglio conosciuto come Lello Esposito (Napoli, 1957), è uno scultore e pittore italiano.
Esposito si è affermato eseguendo sculture di Pulcinella, maschera tradizionale della sua Napoli natia, sino a divenire uno dei maggiori esponenti dell'arte italiana nel XXI secolo. Le sue opere attingono dalla straripante iconografia partenopea; il Vesuvio, il già citato Pulcinella, il corno, san Gennaro sono tutti elementi rivisitati dall'Esposito in statue e dipinti che fondono tradizione e contemporaneità, tanto da conferirgli lo status di «artista di culto».

## Biografia
Raffaele Esposito nacque a Napoli nel 1957, secondo di quattro fratelli, in una famiglia di modestissime condizioni di vico Limoncello. Il suo esordio si data nel maggio 1973 quando, compiuti i diciassette anni, s'imbatté al Vomero in uno spettacolo di marionette, animato dalla maschera di Pulcinella, una delle più note della tradizione napoletana; rimasto vividamente impressionato da questa scena, eseguì prontamente il suo primo Pulcinella con materiali di fortuna, acquistati in una cartoleria.
(Achille Bonito Oliva)
Mosso da un'intensa vocazione artistica, coltivata già da bambino da entusiasta autodidatta, Esposito iniziò a vendere le proprie opere nei mercati di antiquariato di Napoli, Roma e Venezia. Aprì quindi un piccolo laboratorio alla Doganella, per poi trasferire il proprio studio all'Arenella, dove lavorò alacremente: «creavo Pulcinella, ma li scavavo, li svuotavo, ci mettevo dentro quello che mi apparteneva» avrebbe poi affermato. Intanto, alla maschera di Pulcinella (prodotto in grandi dimensioni e in molteplici forme), iniziano ad affiancarsi ulteriori simboli della propria cultura, quali il corno, san Gennaro, il Vesuvio, trasposti in opere che si guadagnarono le attenzioni anche di Massimo Troisi e Gaetano Colonnese, con il quale lavorò dal 1978 al 1995.
Nel 1990 Esposito iniziò ad impiegare il bronzo nelle sue creazioni: le opere realizzate con quel materiale arricchirono notevolmente la sua fama, resa ancora più solida dalle numerosissime esposizioni. Oltre che in Italia, con le mostre di Napoli, Salerno, Bari e Lucca, Esposito ha esposto anche a Parigi (Naples et le cinéma, Lello Esposito, Centre George Pompidou, 1994), Tokyo (Metropolitan Museum, 1996), Bonn (Persona Pulcinella: la scultura filosofica, Künstlerforum, 1997), Madrid (Resurrecciones, Istituto di Cultura Italiano, 1997), Berlino e Düsseldorf (Istituto di Cultura Italiano e Galerie Blau, 1998). Intanto, nel 1997 inaugurò il nuovo atelier nelle antiche scuderie del cinquecentesco palazzo di Sangro, in piazza San Domenico Maggiore, dove tuttora continua a realizzare le sue opere.
Di fama ormai consolidata, al principio del XXI secolo Esposito ha organizzato mostre a Madrid, Parigi, Milano, New York; tra i suoi collezionisti, si citano Woody Allen, Massimo D'Alema, Guido e Paolo Barilla, Claudia Cardinale, e Luca De Filippo.

## Stile artistico
Formatosi autonomamente, libero da qualsiasi condizionamento e influenza accademica, Lello Esposito per le sue opere d'arte ha attinto direttamente dal padre, un fognatore che per lavorare si avventurava direttamente nelle viscere di Napoli. Esposito, infatti, memore del mestiere paterno con le sue opere porta avanti un'indagine sugli archetipi della città, lavorando su tutte le loro possibili metamorfosi: Pulcinella, l'uovo, il teschio, il Vesuvio, San Gennaro e il corno sono tutti simboli trasposti in opere che fondono l'innovazione artistica con la spontaneità della realtà vernacola napoletana. L'artista, infatti, nutre un'appassionata devozione per le tradizioni e l'immaginario culturale di Napoli, tanto che ama definirsi «artista di culto».
Sin dagli esordi Esposito scelse Pulcinella, celebre personaggio della commedia dell'arte, come costante iconografica della sua produzione plastica, in quanto «collocato tra tradizione e contemporaneità, in perenne confronto tra passato e presente», come egli stesso ha spiegato. Realizzò la sua prima opera d'arte «pulcinellesca» nel 1973 con ferro filato e DAS, per destinarla alla vendita alla propria bancarella a via Scarlatti; con la maturazione artistica Esposito reinterpretò quest'immagine vitale, densa di profondi echi mistici e spirituali, con atteggiamento critico nuovo, realizzando opere dove Pulcinella si spoglia dell'immobilismo del passato e si confronta con la sensibilità contemporanea. Questa libertà di significati e possibilità interpretative culmina in Ascesa Negata, opera dove il burattino è in fin di vita, incatenato a una scala da imbianchino, con il capo chino:
(Enzo D'Errico)
Anche gli altri simboli partenopei, quali il Vesuvio, San Gennaro e il corno, si caricano di nuovi ed inediti significati. Delle sue opere, oltre all'anzidetta Ascesa Negata, ricordiamo Gli occhi del Vesuvio, una scultura di pietra lavica raffigurante la maschera di Pulcinella collocata alle falde del Vesuvio; Eccomi qui, dove una scultura bronzea di Pulcinella guarda i passeggeri della stazione della metropolitana di Salvator Rosa con fare giocoso; Innocente Italia, un'installazione composta da centocinquanta teste di Giuseppe Garibaldi sostenute da tubi di ferro, con il tricolore italiano sullo sfondo.
Oltre alle sculture, realizzate generalmente in terracotta, ferro o bronzo all'alluminio, Esposito ha realizzato anche diverse tele di grandi dimensioni, con colori a olio e acrilici.